# Place Olympe-de-Gouges
La place Olympe-de-Gouges est une voie du 3e arrondissement de Paris, située dans le quartier administratif des Enfants-Rouges.

## Situation et accès

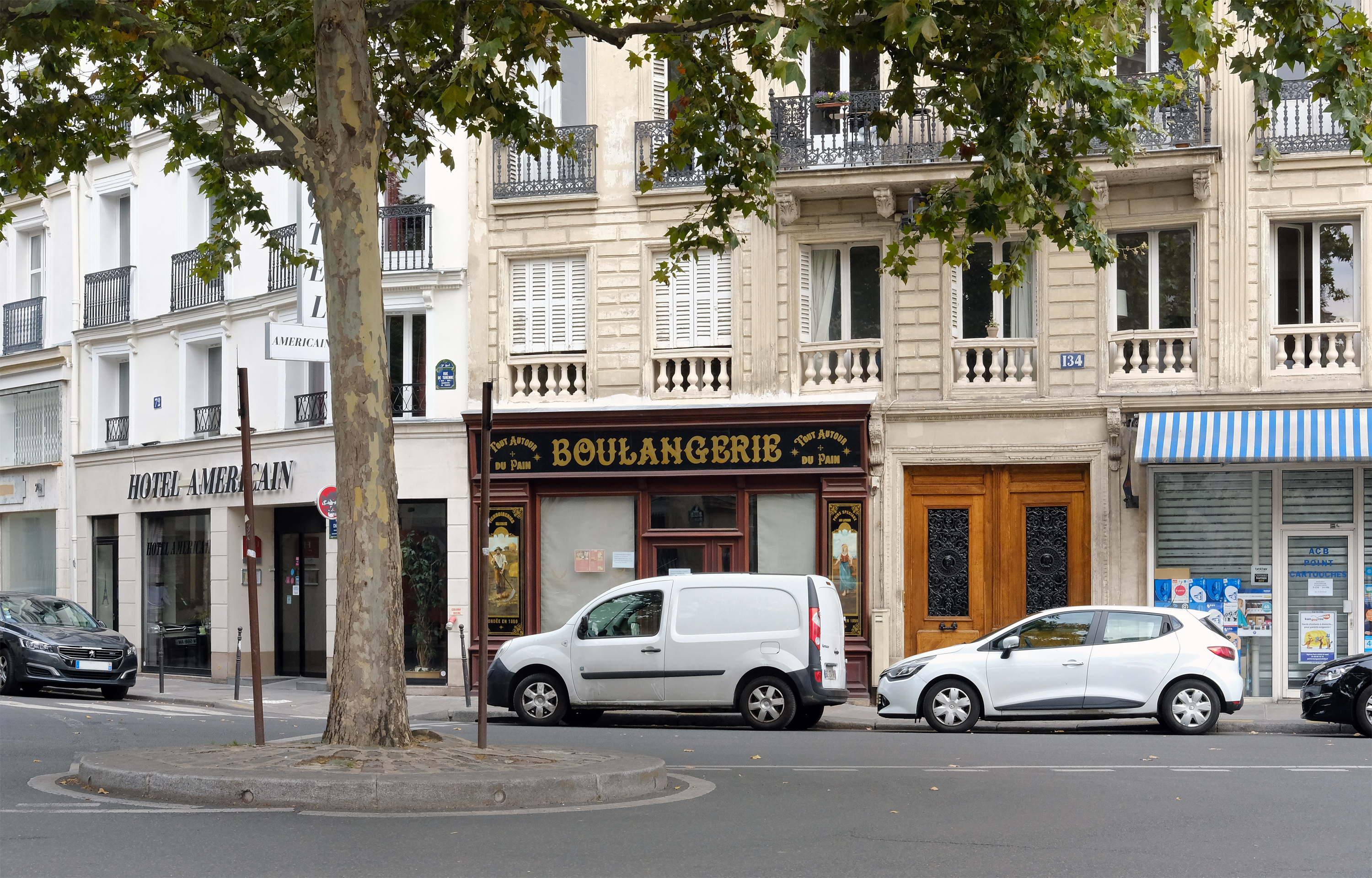
Rond-point.

Elle est située au carrefour de la rue Béranger, de la rue de Franche-Comté, de la rue Charlot et de la rue de Turenne. Un arbre est planté en son centre sur un petit rond-point.
Ce site est desservi par la station de métro République.

## Origine du nom
Cette place honore Marie Gouze, dite Olympe de Gouges (Montauban, 1748 – Paris, 1793), femme de lettres et pionnière du féminisme.
Michel Fleury, président de la Commission du Vieux Paris, avait émis le 1er juillet 1997 un avis négatif quant au choix de cette place : 

« Olympe de Gouges a été sans nul doute une remarquable figure de l’émancipation féminine, fort en avance sur son temps, la cause du beau sexe ayant été en général très modérément défendue par les révolutionnaires. Lui rendre un hommage public me paraît donc légitime.
En revanche, comme je l’ai écrit à M. Aidenbaum, il me semble que le carrefour choisi ne saurait convenir. Il s’agit en effet d’un lieu marqué par le classicisme, comme en témoigne la fontaine Boucherat élevée par Jean Beausire (1699) et les beaux hôtels Régence de la rue Béranger, nos 3 et 5. De plus, ce carrefour se trouve à proximité de la place de France projetée par Henri IV et bien connue par la gravure de Claude Chastillon, place qui survit dans les noms de provinces donnés aux rues du quartier et encore dans la forme de l’actuelle rue Debelleyme. Le nom de Charlot rappelle, quant à lui, le fameux bourgeois de Paris et spéculateur Claude Charlot, important constructeur dans le quartier sous Louis XIII et qui, d’ailleurs, s’y est ruiné. Il serait plus judicieux, mais ce n’est là qu’une proposition, de baptiser Olympe de Gouges le carrefour des rues de Turbigo et Réaumur, qui a été ouvert par Haussmann et dont le passé n’est point chargé d’une histoire plus ancienne. Cela dit, ces affaires de dénomination sont du ressort du Conseil de Paris. Je me suis donc borné, au nom de notre Commission, à répondre à une demande d’avis formulée par M. le maire du 3e arrondissement [Pierre Aidenbaum] et je pense que ma réponse a été conforme aux traditions suivies par notre Commission en matière de dénomination de rues. »

## Historique
La place a reçu son nom par l’arrêté municipal du 18 septembre 2003 et inaugurée le 6 mars 2004.

## Bâtiments remarquables et lieux de mémoire
La fontaine Boucherat se trouve entre la rue de Turenne et la rue Charlot.